# Ergebnisse der Kommunalwahlen in Passau
In den folgenden Listen werden die Ergebnisse der Kommunalwahlen in Passau aufgelistet. Es werden die Ergebnisse der Stadtratswahlen seit 1996 angegeben.
Es werden nur diejenigen Parteien und Wählergruppen aufgelistet, die bei wenigstens einer Wahl mindestens fünf Prozent der gültigen Stimmen erhalten haben. Bei mehrmaligem Überschreiten dieser Grenze werden auch Ergebnisse ab einem Prozent aufgeführt.

## Parteien
- AfD: Alternative für Deutschland
- CSU: Christlich-Soziale Union in Bayern
- FDP: Freie Demokratische Partei
  - 2008 gemeinsam mit Junge Liste als: FDP/Junge Liste e.V.
  - 2014 als: Starkes Passau/FDP
- Grüne: Bündnis 90/Die Grünen
- Linke: Die Linke
- ÖDP/Aktive Passauer: Ökologisch-Demokratische Partei
  - 1996 als: ÖDP/Parteifreie Umweltschützer
- REP: Die Republikaner
- SPD: Sozialdemokratische Partei Deutschlands

## Wählergruppen
- FWG: Freie Wählergemeinschaft
- PaL: Passauer Liste
  - 1996 als: PBL: Passauer Bürgerliste
  - 2001–2008 als: JL: Junge Liste
  - 2008 gemeinsam mit FDP als: FDP/Junge Liste e.V.
- PRO PASSAU: Wählervereinigung PRO PASSAU e.V.
- SfP: Studenten für Passau
- ZP: Zukunft Passau e.V.

## Abkürzungen
- unbek.: unbekannt
- Wbt.: Wahlbeteiligung

## Stadtratswahlen
Stimmenanteile der Parteien in Prozent
| Jahr | Wbt.   | SPD  | CSU  | Grüne | ÖDP  | FWG | PaL     | FDP | Sonstige |
| ---- | ------ | ---- | ---- | ----- | ---- | --- | ------- | --- | -------- |
| 1996 | unbek. | 33,0 | 36,4 | 5,8   | 5,3  | 3,6 | 2,6     | 5,8 | 16,41    |
| 2002 | 56,3   | 26,3 | 40,4 | 4,7   | 10,6 | 4,3 | 3,3     | 5,9 | 24,62    |
| 2008 | 54,5   | 25,7 | 35,4 | 8,6   | 15,8 | 6,5 | bei FDP | 8,0 | -        |
| 2014 | 48,6   | 28,5 | 27,6 | 10,7  | 13,9 | 5,9 | 6,4     | 5,6 | 31,43    |
| 2020 | 49,4   | 23,2 | 21,9 | 16,8  | 13,1 | 6,1 | 5,8     | 4,2 | 38,94    |

Fußnoten
1 1996 davon: REP: 3,7 %, SfP: 2,7 %.

2 2002 davon: REP: 2,5 % und SfP: 2,1 %.

3 2014: PRO PASSAU.

4 2020: davon: AfD: 3,7 %, Die Linke: 2,6 %, ZP: 2,6 %
Sitzverteilung
Des Weiteren ist zu beachten, dass neben den gewählten Stadträten auch der Oberbürgermeister dem Gremium „Stadtrat“ angehört. Die in diesem Absatz als Gesamtzahl an Sitzen genannte Zahl berücksichtigt nur die Stadträte ohne Oberbürgermeister.
Die folgende Aufstellung gibt die Sitzverteilung an, die sich aus dem jeweiligen Wahlergebnis ergeben hat.
| Jahr | Gesamt | SPD | CSU | Grüne | ÖDP | PaL     | FWG | FDP | Sonstige |
| ---- | ------ | --- | --- | ----- | --- | ------- | --- | --- | -------- |
| 1996 | 441    | 15  | 17  | 3     | 2   | 1       | 1   | 3   | 2        |
| 2002 | 441    | 12  | 18  | 2     | 5   | 1       | 2   | 2   | 323      |
| 2008 | 441    | 12  | 16  | 3     | 7   | bei FDP | 3   | 3   | -        |
| 2014 | 441    | 12  | 12  | 5     | 6   | 3       | 3   | 2   | 414      |
| 2020 | 441    | 10  | 9   | 7     | 6   | 3       | 3   | 2   | 545      |

Fußnoten
1 Dem Gremium „Stadtrat“ gehört neben den Stadträten auch noch der Oberbürgermeister an.

2 1996 davon: REP: 1 Sitz und SfP: 1 Sitz.

3 2002 davon: REP: 1 Sitz und SfP: 1 Sitz.

4 2014: PRO PASSAU: 1 Sitz.

5 2020: davon: AfD: 2 Sitze, Linke: 1 Sitz und ZP: 1 Sitz.